# The Magician's Birthday
《The Magician's Birthday》는 1972년 11월 1일, 영국의 브론즈 레코드와 미국의 머큐리 레코드가 발매한 다섯 번째 스튜디오 음반이다. 이 음반은 1972년 6월과 7월에 키보디스트 켄 헨슬리가 쓴 단편 소설에 기초하였다.
오리지널 바이닐은 게이트 폴드 슬리브였고, 앞면은 로저 딘에 의해 다시 디자인되었다. 안쪽 접힌 부분에는 밴드의 사진이 있었고, 음반 자체는 라이너에 들어 있었고, 그 위에 가사가 인쇄되었다.
싱글 〈Sweet Lorraine〉 / 〈Blind Eye〉는 빌보드 핫 100 차트에서 91위에 올랐다. 싱글 〈Spider Woman〉은 독일에서 14위에 올랐다. 《The Magician's Birthday》는 1973년 1월 22일에 미국 음반 산업 협회에서 골드로 인증되었다.
1996년 캐슬 커뮤니케이션즈에 의해 두 개의 보너스 트랙이 리마스터되어 재발매되었으며, 2003년에는 다시 확장된 디럭스 에디션으로 발매되었다. 2017년, 생츄어리 레코드는 2개의 디스크 버전을 출시했다.

## 평가
| 전문가 평가                      | 전문가 평가 |
| 평가 점수                        | 평가 점수   |
| 출처                             | 점수        |
| -------------------------------- | ----------- |
| AllMusic                         | [ 5 ]       |
| Christgau's Record Guide         | B–          |
| Collector's Guide to Heavy Metal | 9/10        |
| Record Collector                 | [ 8 ]       |

《The Magician's Birthday》는 현대 비평가들로부터 엇갈린 평가를 받았다. 《크림》에서 글을 쓰고 있는 마이크 손더스는 이 음반을 "쓰레기로 가득 찬 패키지"라고 불렀으며, LP의 첫 번째 면은 형편없는 생산에도 불구하고 "듣기 쉽고" 그리고 두 번째 면은 "무서운"이라고 말했다. 《빌리지 보이스》의 비평가 로버트 크리스트가우가 이 음반에 수록된 곡들을 "서드 핸드 헤비 메탈 판타지(...)는 깨끗하고 강력한 편곡과 좋은 멜로디에 빠져 있다"고 묘사했다.
현대의 평은 더 긍정적이다. 올뮤직 논평은 이 음반의 진행요소를 언급하며 "《The Magician's Birthday》는 결코 《Look at Yourself》나 《Demons and Wizards》의 일관된 높이에 미치지 못하지만, 유라이어 힙 팬들을 위해 열심히 귀를 기울이는 것으로 남아있다"고 썼다. 《레코드 콜렉터》의 조 기신은 음반 재발행의 좋은 사운드와 음악가들을 칭찬했지만, 대부분의 곡들은 오프너인 〈Sunrise〉나 싱글인 〈Spider Woman〉에 비해 "너무 눈에 잘 띄지 않는다"고 썼다. 캐나다 언론인 마틴 포포프는 《The Magician's Birthday》를 "또 다른 다채로운 신비로운 여행"이라고 불렀지만, "이 밴드의 가장 끔찍하고 악몽 같은 서사시, 10분간의 타이틀 곡에서 결말을 지었다"고 말했다.

## 곡 목록
모든 곡들은 특별한 언급이 없는 한 켄 헨슬리에 의해 작사/작곡하였다.
| #  | 제목                   | 작사·작곡                                          | 재생 시간 |
| -- | ---------------------- | -------------------------------------------------- | --------- |
| 1. | 〈Sunrise〉            |                                                    | 4:04      |
| 2. | 〈Spider Woman〉       | 믹 복스, 데이비드 바이런, 리 커슬레이크, 게리 타인 | 2:25      |
| 3. | 〈Blind Eye〉          |                                                    | 3:33      |
| 4. | 〈Echoes in the Dark〉 |                                                    | 4:48      |
| 5. | 〈Rain〉               |                                                    | 4:00      |

| #  | 제목                        | 작사·작곡                | 재생 시간 |
| -- | --------------------------- | ------------------------ | --------- |
| 6. | 〈Sweet Lorraine〉          | 복스, 바이런, 타인       | 4:13      |
| 7. | 〈Tales〉                   |                          | 4:09      |
| 8. | 〈The Magician's Birthday〉 | 복스, 헨슬리, 커슬레이크 | 10:21     |

## 인증
| 국가                       | 인증 | 판매량/출하량 |
| -------------------------- | ---- | ------------- |
| 스웨덴                     | —    | 10,000        |
| 영국 (BPI)                 | 골드 | 100,000^      |
| 미국 (RIAA)                | 골드 | 500,000^      |
| ^출하량을 기반으로 한 인증 |      |               |